# 同江路駅
同江路駅（どうこうろえき、中国語: 同江路站）は、中華人民共和国黒龍江省哈爾濱市南崗区にある駅。

## 利用可能な鉄道路線
- ハルビン地下鉄
  - ハルビン地下鉄1号線

## 歴史
- 2019年4月10日 開業[1]。